# قطعنامه ۱۴۹۰ شورای امنیت
قطعنامه ۱۴۹۰ شورای امنیت سازمان ملل متحد که در تاریخ ۰۳ جولای ۲۰۰۳ تصویب شد، سندی بین‌المللی دربارهٔ بررسی وضعیت میان عراق و کویت است. این قطعنامه طی نشست ۴۷۸۳ام با ۱۵ رای موافق، ۰ مخالف و ۰ ممتنع تصویب شد.